# 다이쇼 오토나
다이쇼 오토나(일본어: 大小 大人)는 일본의 만화가이다.

## 경력
2012년 'SPEC~쇼~ THE 네 컷'의 원작 협력으로 데뷔, 작화 카도쿠에 다이스케와는 쇼와 다이이치 고등학교의 동급생이며, 그 때문에 원작 협력이라는 형태로 참여한다.
같은 해, 소년 선데이의 월례상 '만화 칼리지'에 응모해 낙선한 독절 작품 《모자이크 전대 캉슨쟈》를 뒤 선데이에서 발표 후, 이 사이트에서 《걸어도 좋지만, 이것은 절대 사랑이 아니다.》에서 각본 담당으로 연재. 뒤 선데이 연재 후는 주로 기업용 상품 설명 만화의 원작을 담당하고 있었지만, 2023년 11월 23일부터, CoMax 및 국내 전자 서적 사이트에서, 대소 어른으로서 대략 10년만이 되는 오리지널 작품 《2핀 연예인》의 원작 담당으로서 연재.